# Molaveträ
Molaveträ är veden från arter inom familjen kransblommiga växter (Lamiaceae), t.ex. Vitex parviflora eller Vitex geniculata, som växer i Sydostasien. Veden är gul, tyngre än vatten, hård, stark och tät. Den spricker inte vid torkning, är mycket hållbar och används både som byggnadstimmer och för snickeriarbeten.
Även andra arter som t.ex. Vitex altissima växande i Malaysia och Sri Lanka används för samma ändamål. Detta virke är grått till olivbrunt, mycket starkt och hårt och hör till de värdefullaste ostindiska träslagen.
Från det på Nya Zeeland växande Vitex littoralis utvinns ett motsvarande träslag kallat puriträ eller nyzeeländsk ek. Denna har en 5 – 8 cm tjock gul splint och innanför denna en mörkbrun, mycket hård och tät kärnved. Denna används inom skeppsbyggeri istället för teak, samt för byggnadsändamål.